# The Sinking City
The Sinking City (с англ. — «Тонущий город») — компьютерная игра в жанре action-adventure с открытым миром, разработанная украинской компанией Frogwares, основанная на творчестве Говарда Филлипса Лавкрафта. Ранее Frogwares занималась разработкой игры Call of Cthulhu, также основанной на творчестве Лавкрафта; в 2016 году, после того, как разработка игры была передана другой студии Cyanide Studio, Frogwares анонсировала игру The Sinking City. События игры разворачиваются в вымышленном городе Окмонт, штат Массачусетс, в 1920-е годы. История рассказывает о частном детективе Чарльзе В. Риде, которого приводят в город ужасающие видения, преследующие его; а по прибытии он оказывается втянутым в таинственные события, которые повлекло наводнение в Окмонте. The Sinking City была выпущена для платформ Windows, PlayStation 4, PlayStation 5, Xbox One, Xbox Series X/S и Nintendo Switch 27 июня 2019 года; издателем игры выступила французская компания Bigben Interactive. 

## Игровой процесс
Игра содержит детективную составляющую: Рид должен проводить расследования, обследовать сцены преступлений, допрашивать подозреваемых и вершить правосудие. Исследование города является ключевым элементом игры, однако The Sinking City — не игра-песочница, и не предлагает игроку развлекать себя самостоятельно; в ней нет заданий «принеси-подай». Необходимо около тридцати часов игры, чтобы пройти основные задания, и около пятидесяти, чтобы выполнить всё, что есть в игре.
Чарльз Рид по ходу игры занимается расследованием дел, в ходе которых собирает улики, исследует локации (семь округов) и общается с жителями Окмонта. Помощь в этом деле он получает от своей потусторонней способности глаз разума, позволяющей видеть сокрытое и воспроизводить хронологию прошедших событий. По ходу игры герою предстоит решать моральные дилеммы, последствия которых будут учтены в будущих диалогах и появятся в местной прессе. Передвигаться по городу герой может как самостоятельно, так и с помощью телефонных будок, выполняющих роль телепорта.
В игре имеются элементы action и шутера от третьего лица: в борьбе с людьми и чудовищами игрок может применять как огнестрельное оружие (пистолет, револьвер, дробовик, винтовка и пистолет-пулемёт), так и вспомогательное — гранаты, коктейли Молотова и капканы. Патроны являются дефицитным товаром. Их можно получить за выполнение заданий и обыск ящиков или создать самому из сырья.
За выполнение заданий и убийство монстров герой получает очки для прокачки пассивных навыков, разделённых на умственные способности, физическую подготовку и боевые навыки. Из-за долгих встреч с монстрами и посещения ряда локаций, а также напряжённой работы у Чарльза Рида могут начаться проблемы со здравомыслием: окружающий мир начинает терять краски, появляются галлюцинации и фантомные монстры, наносящие урон его физическому здоровью. Для борьбы с этим ему придётся принимать препараты для повышения психической устойчивости.

## Сюжет
Действие игры происходит в удаленном городке Окмонт, штат Массачусетс, США, в конце 1920-х годов; месте, что не отмечено ни на одной карте. Некогда процветающий Окмут превратился в город-призрак из-за наводнений; жители страдают от массового психоза, из-за воздействия неких сверхъестественных сил. Окмонт имеет долгую историю тесно переплетенную с тайными культами, поэтому многие его жители крайне эксцентрично выглядят и беззастенчиво практикуют оккультизм. Сектанты в окровавленных ритуальных одеждах представляют собой ничем не примечательное зрелище на улицах, среди толп рыбаков, обездоленных, беженцев из разрушенного Иннсмута и представителей высшего класса. С годами в городе выработался свой уникальный диалект, но происхождение фраз неясно. Шестью месяцами ранее Окмонт затопила череда наводнений, отрезавших его от материка, что принесла темную силу, неумолимо сеющую истерию и безумие в умах напуганных граждан, а также чуму потусторонних существ, называемых Вайлдбист (англ. Wylbeasts). Борющийся с кознями Окмунт находится на грани краха. Кроме того, в город хлынули толпы обезумевших мигрантов, которых влекут сюда навязчивые видения.
Главный герой, частный детектив Чарльз Уинфилд Рид, в прошлом — бывший моряк ВМС США и ветеран Первой мировой войны, прибывает из Бостона в Окмонт по приглашению профессора Йоханнеса ван дер Берга. Цель главного героя — разгадать тайну города, которая неким образом связана с его собственной личностью и выяснить причину кошмарных видений, которые мучают людей. Ранее детектив Рид был единственным выжившим на судне «Циклоп», пропавшем в Бермудском треугольнике, повредился рассудком и находился в психиатрической лечебнице, но смог добиться освобождения.
По прибытии Рид нанимается расследовать дело об убийстве сына Роберта Трогмортона, влиятельного и физически сильного человека, главы одной из ведущих семей Окмонта. Роберт финансировал исследования этих кошмарных явлений профессора Гарриета Доу. Рид находит убийцу Ленса, который был одержим и не контролировал свои действия. Рид может либо покрывать его либо сдать Трогмортону.
В ходе расследований Рид оказывается втянут в политику и заговорщические махинации влиятельных семей Окмонта. Он расследует дело о краже рыбы у благотворительной организации под названием ТОД («Твой очевидный долг» (англ. «Everyone's Obvious Duty»)) и обнаруживает, что преступником является профессор окмундского университета, который пытался не украсть рыбу, а отравить. Оказывается, ТОД на самом деле является «Эзотерическим Орденом Дагона» (TOD), поклоняющихся Дагону. Рид может либо сдать отравителя, либо помочь ему в надежде на улучшение ситуации в городе.
Позже Рида нанимает местный криминальный авторитет Брут Карпентер, после того, как кто-то накачал его наркотиками в его собственном доме и отправил в морг на сожжение заживо. Еще более шокирует, что его заменил идентичным двойником-клоном. Рид обнаруживает, что покушением на Брута совершил его собственный сын Грэм, ветеран Первой мировой войны, попавший под влияние «Церкви Хозяина Леса» (англ. «Church of the Lord of the Woods»), культа, поклоняющегося Шуб-Ниггурат. Грэм хочет использовать огромное состояние своего отца, чтобы помочь нуждающимся, а также расширить влияние культа в городе. Рид может выбрать либо убить Брута и помочь его сыну взять стать во главе семьи, либо сказать Бруту правду, после чего он убьет сына и вернет контроль над своим преступным синдикатом.
Рид узнает, что профессора Дафа похищают люди Эбернота Блэквуда, главаря последней из влиятельных семей Окмонта, которые тайно являются Глубоководными. Семья Эбернота вырастила его, веря, что он Избранный и сыграет роль в пророчестве Конца света, но оказалось нет, поэтому родные оставила его, а сами ушли в Подводное тайное общество. Эбернот хочет провести ритуал, чтобы стать Избранным и тогда он обретет силу, способную вызвать Конец света. Профессор Доу тоже один из Избранных, но Эбернот терпит неудачу и профессор умирает из-за отсутствия важного инструмента, называемого Печатью Ктигоннаара. Добыв печать, Рид может позволить Эберноту провести ритуал или убить его. Даже если Рид проведет ритуал, Эбернота убьет таинственная сущность.
Рид находит профессора ван дер Бергом мертвым и в этом обвиняют его. Рид узнает, что за убийством стоит банда Желтых королей, поклоняющихся Хастуру. Они похитили семью Гленна Байерса, заставив его пойти на убийство. После спасения семьи Рид может либо сказать Гленну, чтобы он сдался, либо подставить Милтона Пирса, политика, который был свидетелем убийства и обвинил его в убийстве.
Рид обнаруживает заговор Великих Древних с целью уничтожить человечество. Оказывается, Ван дер Берг жив, поскольку он Хастур в человеческом обличии. Это он завлёк Рида и других людей в город как потенциальных провидцев, которые ему нужны для поиска затонувшего храм Ктигоннаара, где заточена Ктилла, — тайная дочь Ктулху и его супруги Идх-йаа, - они являются причиной потопа и нашествия Вайлдбистов. Если Ктилла освободится, она родит реинкарнацию Ктулху и тогда мир будет разрушен прибытием Великих Древних.
Перед Ридом возникает выбор, ведущий к одной из трёх концовок:
1. Я ухожу. Герой покидает Окмонт и возвращается в Бостон с артефактом, использованным для пробуждения Ктиллы в попытке предотвратить наступление Апокалипсиса. Через несколько лет в бостонском баре героя навещает Йоханнес с газетным номером, посвящённым начавшемуся в городе наводнению;
2. Прыжок в неизвестность. Герой кончает жизнь самоубийством, чтобы задержать пробуждение Ктиллы ещё на несколько веков. Цикл перезапущен, Окмонт и человечество — спасены. После этого игра показывает Йоханнеса, ожидающего в порту Окмонта прибытия корабля с новым потенциальным провидцем (существует версия, что им является Чарльз Рид[12]);
3. Звёзды сошлись. Герой принимает свою судьбу и высвобождает Ктиллу, которая поглощает его и поднимается на поверхность.

## Разработка
| Системные требования | Системные требования                                    | Системные требования                            |
| -------------------- | ------------------------------------------------------- | ----------------------------------------------- |
|                      | Минимальные                                             | Рекомендуемые                                   |
| Microsoft Windows    |                                                         |                                                 |
| ОС                   | Windows 7 / 8 / 10 (32 и 64-bit)                        | Windows 7 / 8 / 10 (64 bit)                     |
| ЦПУ                  | Core i5-2500/AMD FX-8300                                | Core i7-3770/AMD FX-8350                        |
| Объём ОЗУ            | 6 ГБ                                                    | 8 ГБ                                            |
| Место на диске       | 40 ГБ                                                   | 40 ГБ                                           |
| Видеокарта           | GeForce 770 GTX/ATI R9 380X для разрешения FullHD 1080р | GeForce GTX 970/Radeon R9 290 для разрешения 4к |

В предыдущие годы Frogwares уже выпустила детективный квест под названием «Шерлок Холмс и секрет Ктулху» и работала над игрой Call of Cthulhu, основанной на повести «Зов Ктулху» Лавкрафта; издателем игры должна была выступить компания Focus Home Interactive. Разработчики описывали игру как сочетание детективного расследования и ужасов; представитель студии Ольга Рыжко в интервью сайту Digital Spy отмечала, что игра должна стать мрачной и пугающей. По её словам, студия сумела привлечь к разработке сценаристов, в прошлом работавших над настольной ролевой игрой Call of Cthulhu (1981). В 2016 году Focus Home Interactive приняла решение передать создание игры другому разработчику — французской студии Cyanide Studio; Cyanide занялась созданием своей версии под тем же названием. Это не означало отмены проекта Frogwares; в марте 2016 года студия анонсировала игру под новым названием The Sinking City.
Коммьюнити-менеджер Frogwares Сергей Оганесян отмечал, что студия давно желала сделать игру по произведениям Лавкрафта — большинство сотрудников студии читало его книги; сценаристы Frogwares были особенно увлечены характерными темами Лавкрафта — страхом неизвестного, фатализмом, безумием, космическим ужасом. Ещё со времён работы над играми о Шерлоке Холмсе студия желала создать игру с открытым миром, побочными заданиями, врагами, сражениями и многим другим, что не присутствовало в их предыдущих играх. Разработчики изучали описания Новой Англии 1920-х годов в литературе — в том числе и вымышленные города Аркхем и Иннсмут в книгах Лавкрафта — и посещали Бостон, сделав множество фотографий старинных зданий и улиц; именно Бостон и многие другие города в Массачусетсе и Новой Англии послужили прообразами Окмонта. Окмонт состоит из семи районов — каждый со своей характерной атмосферой и архитектурой. Разработчики продумали историю города, его роста и развития с колониальных времён и до времени действия игры. Чтобы упростить для себя создание большого города со множеством зданий, студия разработала специальную программу под названием City Generator — благодаря ей разработчики могли лишь прокладывать сетку кварталов, тогда как система наполняла их подходящими зданиями по заранее заданному алгоритму. При создании детективных заданий в игре использовалась система визуального создания скриптов Blueprints — она позволяет отмечать, что именно нашёл главный герой и какими уликами он располагает.
В дальнейшем было выпущено DLC «Адепты некрономикона», добавляющее в игру три новых задания и новых монстров.

## Продолжение
В марте 2024 года в ходе шоу Xbox был анонсирован сиквел The Sinking City 2 для платформ PS5, Xbox Series и PC. Датой выхода намечен 2025 год, для финансирования разработки студия планирует провести Kickstarter-кампанию.

## Отзывы
| Сводный рейтинг    | Сводный рейтинг                                                         |
| Агрегатор          | Оценка                                                                  |
| ------------------ | ----------------------------------------------------------------------- |
| GameRankings       | - PC: 69,96 % - XONE: 66,54 % - PS4: 65,65 % - NS: 61,82 %              |
| Metacritic         | PC: 71/100 PS4: 64/100 XONE: 66/100 NS: 61/100 PS5: 75/100 XSXS: 77/100 |
| Иноязычные издания |                                                                         |
| Издание            | Оценка                                                                  |
| Destructoid        | 8,5/10                                                                  |
| Game Informer      | 7,5/10                                                                  |
| GameRevolution     | [ 31 ]                                                                  |
| GameSpot           | 3/10                                                                    |
| GamesRadar+        | [ 33 ]                                                                  |
| IGN                | 7,8/10                                                                  |
| Jeuxvideo.com      | 15/20                                                                   |
| PC Gamer (US)      | 66/100                                                                  |
| Shacknews          | 7/10                                                                    |
| VideoGamer         | 5/10                                                                    |
| Adventure Gamers   | [ 39 ]                                                                  |

На сайте агрегаторе Metacritic, «The Sinking City» получила 71 балл на основе 51 рецензии, в основном включающие «смешанные или средние» отзывы.
Рецензенты в целом хвалили повествование, построение мира и отсутствие контроля над поиском улик и выводов из подсказок для раскрытия дел, но раскритиковали систему боя как медленную и разочаровывающую, отметив множество технических проблем, таких как слишком долгое время загрузки и частые экраны быстрой загрузки.
Джефф Марчиафава из Game Informer резюмировал: «The Sinking City разделяет все те же проблемы, что и предыдущие игры Frogwares, но также использует те же сильные стороны. Дела Рида полны неожиданных поворотов и запоминающихся моментов, а также из облачают сплетенные истории персонажей, которые мне было приятно узнавать».
Журналист российского журнала «Игромания» Кирилл Никифоров дал игре оценку «Сойдёт» (3 из 5 звёзд). Положительно были оценены детективная составляющая и игровой мир, воссозданная атмосфера ревущих двадцатых. Слабыми сторонами игры он назвал жизнь города и реализацию разработчиками жанров action и шутер.
Рецензент издания «Мир фантастики» Евгения Сафонова поставила игре 6 баллов. К достоинства проекта она отнесла детективную составляющую, атмосферность и моральные дилеммы, к недостаткам — баги, отсутствие влияние поступков на игру, скомканные концовки.
Обозреватель украинского сайта «itc.ua» Дмитрий Курятник дал игре оценку 3.5 балла из 5 возможных. К достоинствам игры были отнесены интересные задания, атмосфера и новые методы расследования, к недостаткам — механика стрельбы и город.
Рецензент российского издания Riot Pixels Александр Олбут дал игре 83 %. Он похвалил разработчиков за воссоздание исторической эпохи тех времён, сценарий и озвучку, а также поднятые темы. В то же время он отметил слабую боевую составляющую, проблемы с игровым балансом, отсутствие нелинейности и скомканный финал.